# Hevossaari (Oulu)
Pour les articles homonymes, voir Hevossaari.
Hevossaari est une île de l'embouchure du  fleuve Oulujoki à Oulu en Finlande.

## Présentation
L'ile est située dans le quartier de Nuottasaari.
La superficie de l'île est de 9,7 hectares et sa longueur maximale est de 430 mètres dans la direction Sud-ouest-Nord-est.

## Galerie

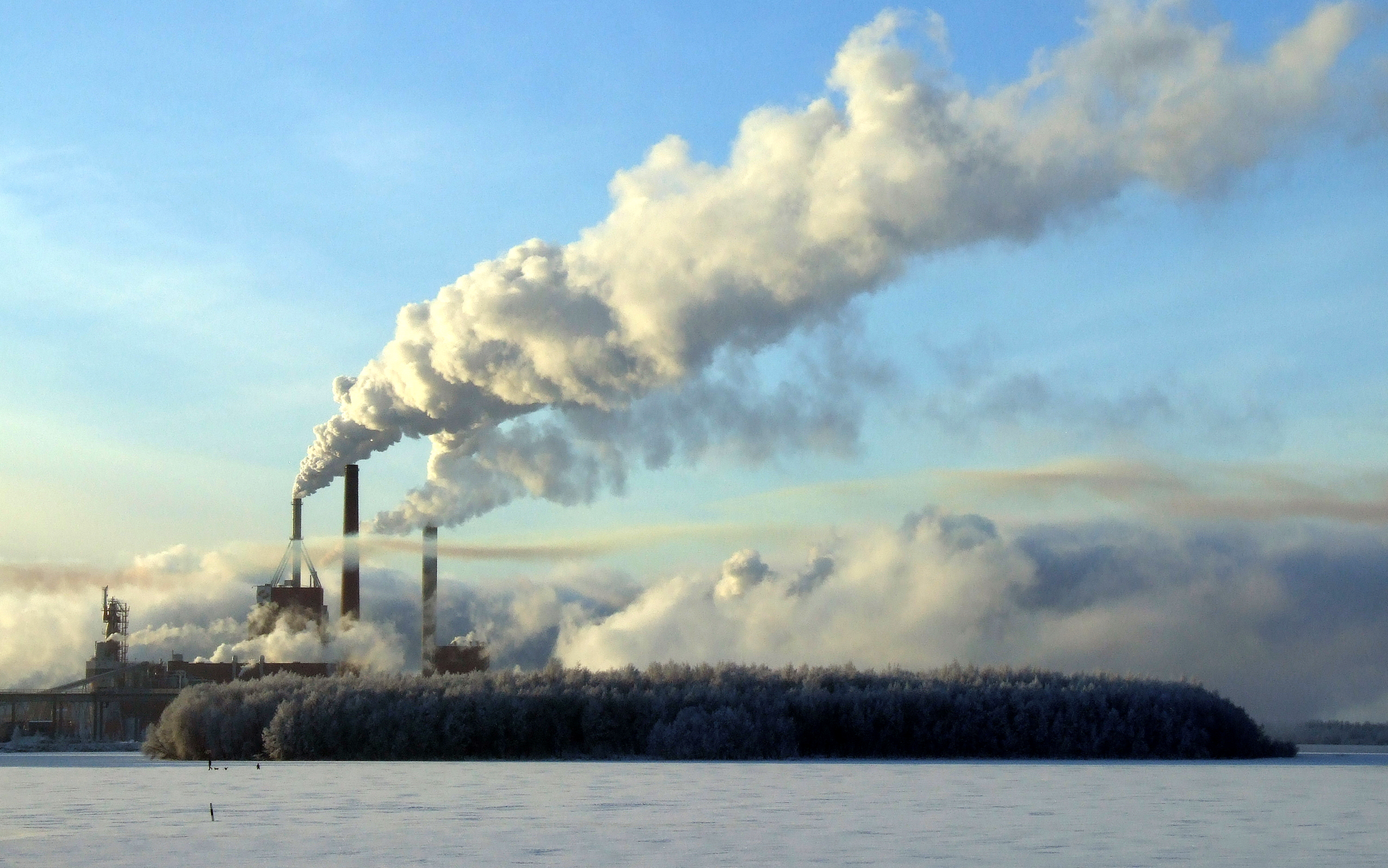
Hevossaari et derrière l'île la papeterie de Stora Enso.
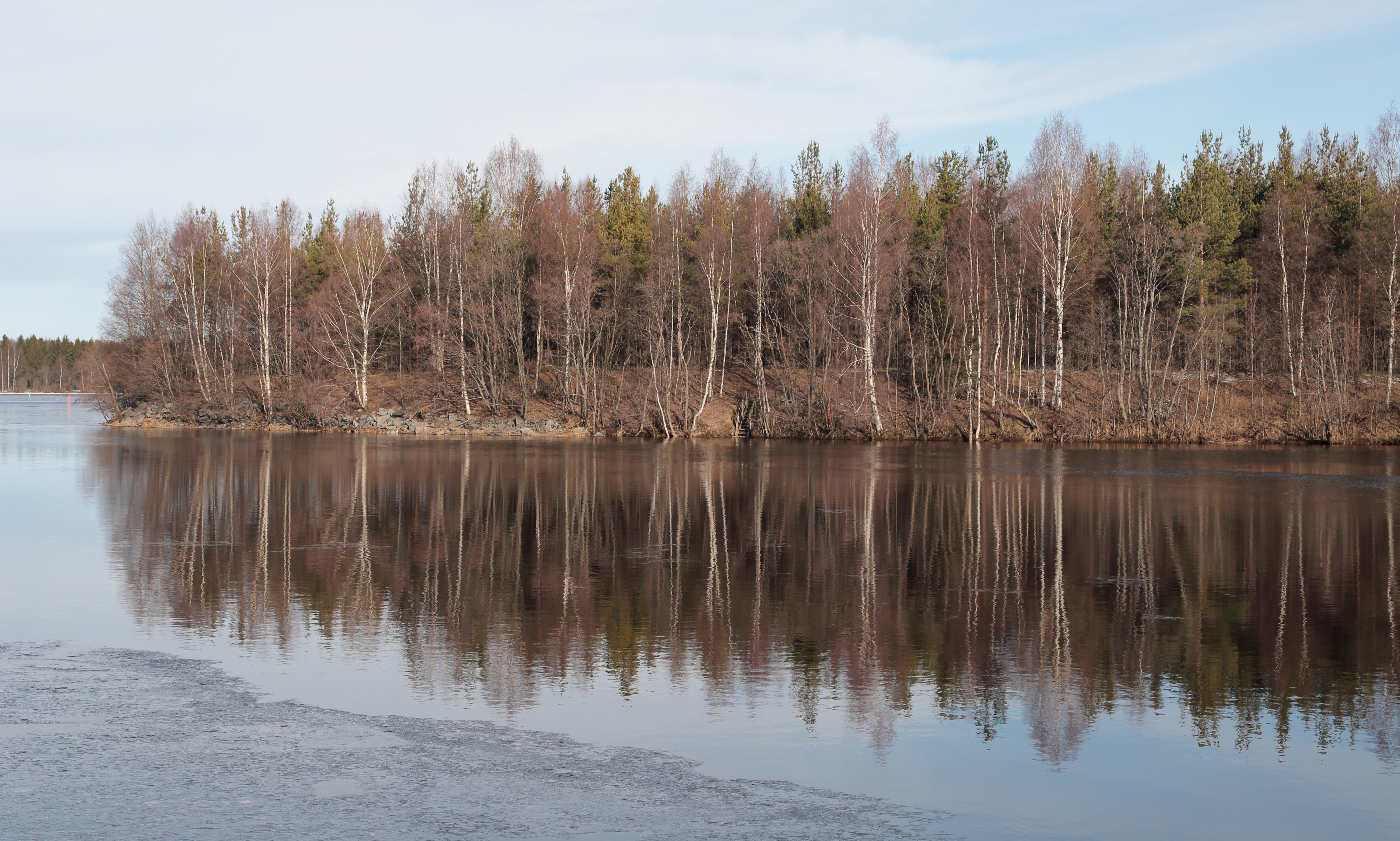
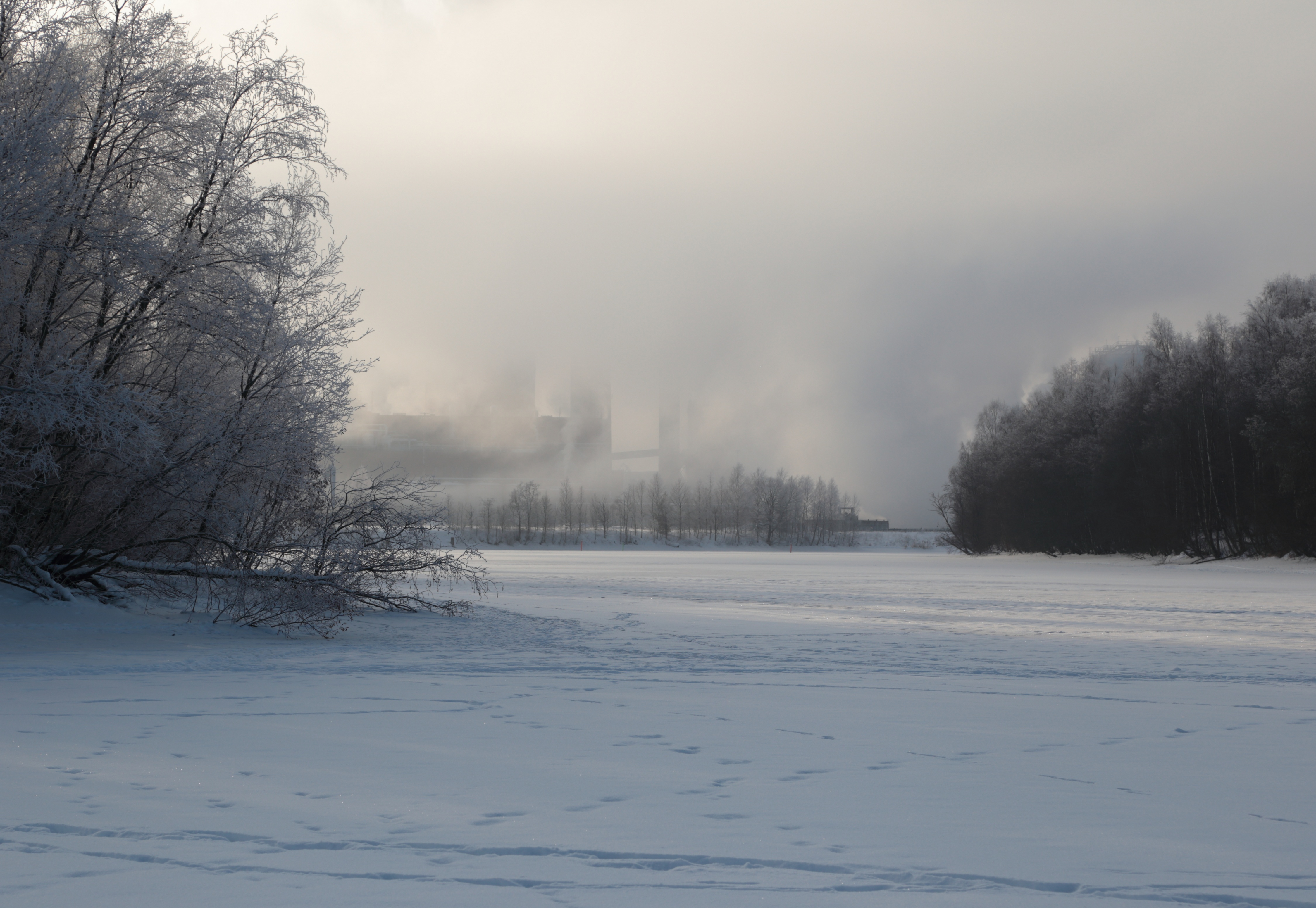
La papeterie de Stora Enso vue du détroit gelé de Tehtaanväylä entre les îles de Varsasaari et Hevossaari.